# 혼마치 나오키
혼마치 나오키(일본어: 本街 直樹, 1968년 7월 31일 ~ )는 일본의 전 축구 선수이다.

## 구단 경력
1991년 일본 사커 리그의 후루카와 전공(제프 유나이티드 이치하라)에 입단했다. 1994년 재팬 풋볼 리그의 NEC 야마가타(몬테디오 야마가타)로 이적했다. 1999년 J2리그로 승격했다. 1999년까지 167경기에 출전하여, 3득점을 넣었다. 1999년후 현역 은퇴.